# Politikåret 1912

## Händelser
- 1 januari - Kinas första president Sun Yat-sen tvingas avträda till förmån för överbefälhavaren Yuan Shikai.
- 6 januari - New Mexico blir den 47:e delstaten att ingå i den amerikanska unionen.[1]
- 8 januari - African National Congress (ANC) bildas i Sydafrika.
- 14 januari - I opposition mot beslutet att inställa byggandet av pansarbåten startar kyrkomannen Manfred Björkquist en svensk insamling för en sådan.
- 15 januari - Sven Hedins inlägg i den svenska försvarsfrågan, Ett varningsord, utkommer och sprids i en miljon exemplar.
- 14 februari - Arizona blir den 48:e delstaten att ingå i den amerikanska unionen.[2]
- 20 februari - Jens Bratlie efterträder Wollert Konow som Norges statsminister.[3]
- 28 mars - Thomas Mackenzie efterträder William Hall-Jones som Nya Zeelands premiärminister.[4]
- 2 april - Den svenska regeringen lägger fram ett förslag om kvinnlig rösträtt som dock stoppas av Första kammaren.
- 8 maj - Sveriges riksdag beslutar att inrätta Socialstyrelsen från 1 januari 1913.
- 18 maj - Förslaget om kvinnlig svensk rösträtt faller på Första kammarens motstånd.
- 10 juli - William Massey efterträder Thomas Mackenzie som Nya Zeelands premiärminister.[4]
- 30 juli – Den japanske kejsaren Mutsushito avlider och efterträds av Yoshihito den nuvarande kejsarens farfar.
- 1 oktober - Montenegro förklarar Osmanska riket krig. De tre övriga allierade i Balkanförbundet (Bulgarien, Serbien och Grekland) ger Osmanska riket ultimatum att ge Montenergro självstyre.
- 8 oktober - Då Osmanska riket vägrar tillmötesgå Balkanförbundets ultimatum utbryter första Balkankriget mellan Osmanska riket på ena sidan och Bulgarien, Serbien, Montenegro och Grekland på den andra.
- 28 november – Albanien förklarar sig självständigt från det Osmanska riket.[5]
- December - Genom stormaktsförmedling ingås vapenvila mellan Serbien-Bulgarien och Osmanska riket.

## Val och folkomröstningar
- 7 november - Demokraten Woodrow Wilson väljs till president i USA.
- Okänt datum - I nyvalet till Första kammaren i Sverige backar högern med 47 mandat; de frisinnade är valets största segrare.

## Organisationshändelser
- 8 januari – African National Congress (ANC) bildas i Sydafrika.
- Okänt datum – Sovjetunionens kommunistiska parti bildas.

## Födda
- 27 mars – James Callaghan, Storbritanniens premiärminister 1976–1979.
- 10 april – Yusufu Lule , Ugandas president 1979.
- 15 april – Kim Il Sung, Nordkoreas president 1972–1994.
- 7 oktober – Fernando Belaúnde Terry, Perus president 1963–1968 och 1980–1985.
- 3 november – Alfredo Stroessner, Paraguays president 1954–1989.

## Avlidna
- 1 mars – Ludvig Holstein-Ledreborg, Danmarks konseljpresident 1909.
- 4 juli – Emil Stang, Norges statsminister 1889–1891 och 1893–1895.
- 8 augusti – Cincinnatus Leconte, Haitis president 1911–1912.